# Julio Cortázar
Julio Florencio Cortázar (Ixelles, 26 de agosto de 1914-París, 12 de febrero de 1984) fue un escritor y profesor argentino. También trabajó como traductor, oficio que desempeñó para la Unesco y varias editoriales. En 1981, sin renunciar a su nacionalidad argentina, optó por la francesa en protesta contra la dictadura militar en su país, que prohibió sus libros y que él denunció a la prensa internacional desde su residencia en París.
Se lo considera uno de los autores más innovadores y originales de su tiempo, maestro del relato corto, la prosa poética y la narración breve en general, y creador de importantes novelas, en la cual destaca Rayuela, que inauguraron una nueva forma de hacer literatura en el mundo hispano. Junto a Gabriel García Márquez, Mario Vargas Llosa y Carlos Fuentes, fue uno de los exponentes centrales del boom latinoamericano. Sus ficciones transitan de lo real a lo fantástico, y por ello suele ser relacionado con el surrealismo y el realismo mágico.
Vivió hasta los cuatro años en Bélgica, Suiza y España. Su familia volvió a Argentina, donde Cortázar residiría hasta 1951. Ese año se estableció en Francia, que sirvió a la ambientación de algunas de sus obras y donde vivió el resto de su vida. Visitó por última vez su país a principios de diciembre de 1983, luego de las elecciones presidenciales para la recuperación de la democracia. El 7 de diciembre regresó a París. Allí murió dos meses después a causa de una leucemia, aunque algunos autores sostienen la teoría de que murió al contagiarse de SIDA por medio de una transfusión de sangre.

## Biografía

### Infancia

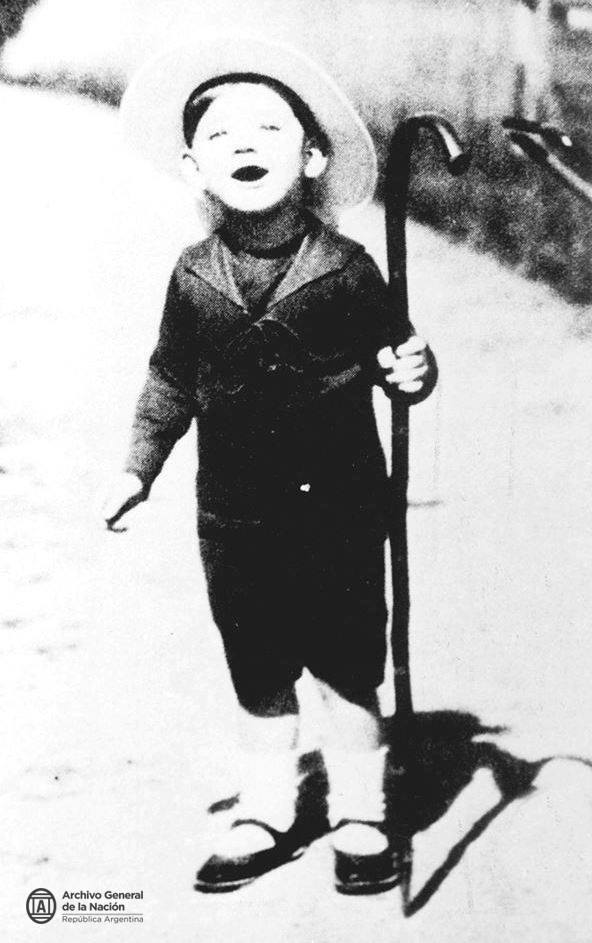
Julio Cortázar a los dos años de edad (Suiza; 1916).

Julio Florencio Cortázar nació en Ixelles, un municipio al sur de la ciudad de Bruselas, capital de Bélgica, país invadido por los alemanes en los días de su nacimiento. El pequeño «Cocó», como lo llamaba su familia, fue hijo de los argentinos Julio José Cortázar y María Herminia Descotte. 
El abuelo paterno de Julio Cortázar, Pedro Valentín Cortázar, procedía de la localidad vizcaína de Ea y radicó en Salta, donde se dedicó al comercio.
Su padre era funcionario de la embajada argentina en Bélgica, donde se desempeñó como agregado comercial. Julio comentaría más tarde respecto a su nacimiento: «Mi nacimiento fue un producto del turismo y la diplomacia».
Hacia fines de la Primera Guerra Mundial, los Cortázar lograron pasar a Suiza gracias a la condición alemana de la abuela materna de Julio, y de allí, poco tiempo más tarde, a Barcelona, donde vivieron un año y medio. Cortázar contaba con cuatro años cuando volvieron a la Argentina. Pasó el resto de su infancia en Banfield, al sur del Gran Buenos Aires, junto a su madre, una tía y Ofelia, su única hermana (un año menor que él). Vivió en una casa con fondo, pero no fue del todo feliz. «Mucha servidumbre, excesiva sensibilidad, una tristeza frecuente».

Según el escritor, su infancia fue brumosa, con un sentido del tiempo y del espacio diferente a la comunidad. Cuando el futuro escritor contaba seis años, su padre abandonó a la familia y no volvió a tener contacto con él. Julio fue un niño enfermizo; pasó mucho tiempo en cama, acompañado por la lectura. A los nueve años ya había leído a Julio Verne, Victor Hugo y Edgar Allan Poe, padeciendo por ello frecuentes pesadillas; de la misma forma, solía pasar horas leyendo el diccionario Pequeño Larousse. Leía tanto que su madre primero acudió al director de su colegio y luego a un médico para preguntarles si esta situación era normal, y estos le recomendaron que su hijo dejara de leer, o que leyera menos durante cinco o seis meses, para que saliera al sol. 

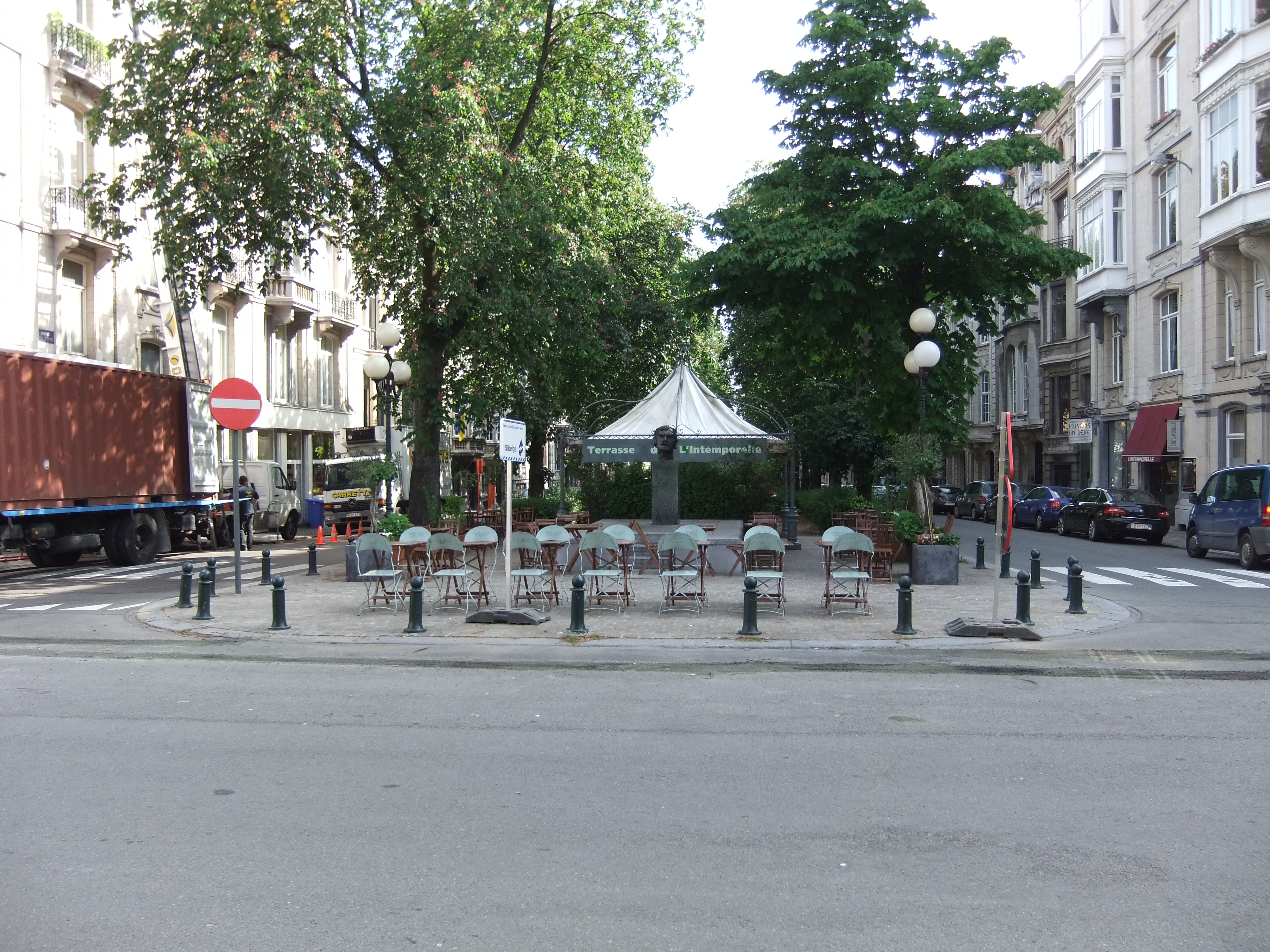
Casa natal de Julio Cortazar en Bruselas y plazoleta ubicada enfrente. Busto del escultor argentino Edmund Valladares.

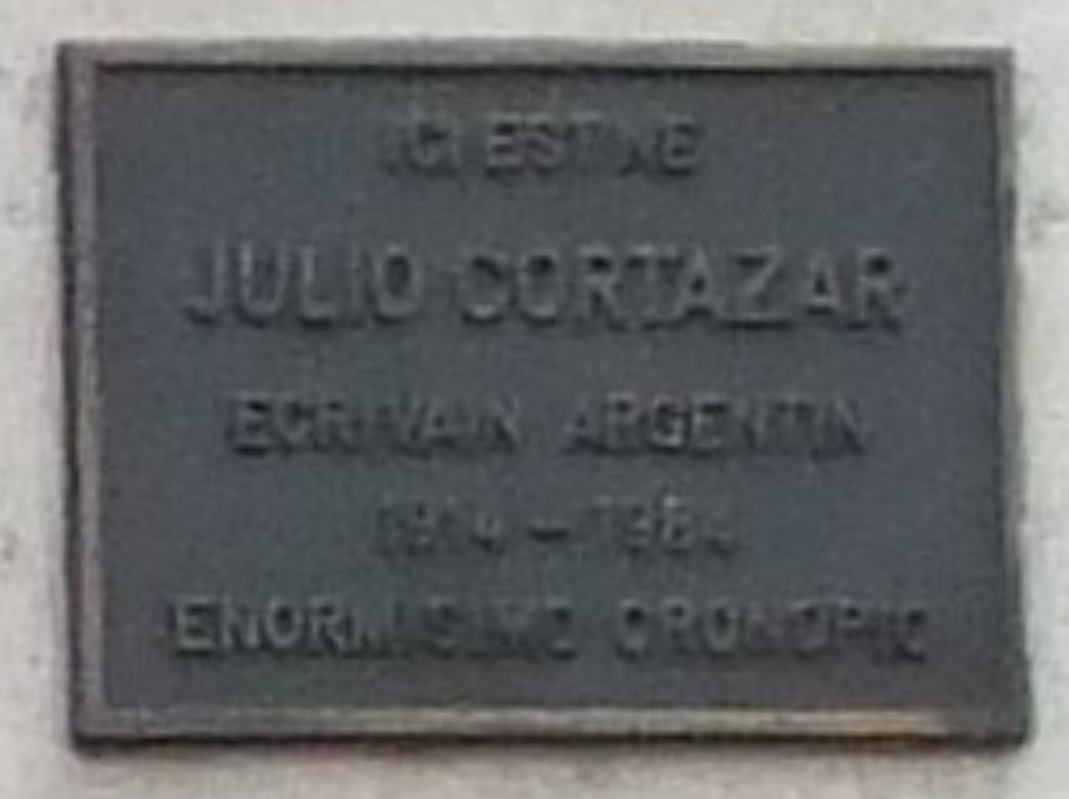
Placa en la casa natal de Cortazar. Traducción: «Aquí nació Julio Cortazar, escritor argentino 1914-1984. Enormísimo cronopio».

Cortázar fue un escritor precoz: a los nueve o diez años había escrito una pequeña novela —«afortunadamente perdida», según él mismo— e incluso antes algunos cuentos y sonetos. Dada la calidad de sus escritos, su familia, incluida su madre, dudó de la veracidad de su autoría, lo que generó una gran pesadumbre en Cortázar, quien compartió ese recuerdo en entrevistas.

### Juventud
Tras realizar los estudios primarios en la Escuela N.º 10 de Banfield, se formó como maestro normal en 1932 y profesor en Letras en 1935 en la Escuela Normal de Profesores Mariano Acosta. Fue entonces cuando comenzó a frecuentar los estadios para ver boxeo, donde ideó una especie de filosofía de este deporte «eliminando el aspecto sangriento y cruel que provoca tanto rechazo y cólera». Admiraba al hombre que siempre iba adelante y a pura fuerza y coraje conseguía ganar.
A los 19 años recién cumplidos, leyó en Buenos Aires Opio: diario de una desintoxicación de Jean Cocteau, traducido por Julio Gómez de la Serna y con un prólogo de su hermano Ramón. Este lo deslumbró y se convirtió en uno de sus libros de cabecera por el resto de su vida. Comenzó sus estudios de Filosofía en la Universidad de Buenos Aires, aprobando el primer año; pese a esto, comprendió que debía utilizar el título que tenía para trabajar y ayudar a su madre. Dictó clases en Bolívar, Saladillo (ciudad que figura en su Libreta Cívica como oficina de enrolamiento) y luego en Chivilcoy. Vivió en cuartos solitarios de pensiones, donde aprovechaba el tiempo libre para leer y escribir. Entre 1939 y 1944 Cortázar vivió en Chivilcoy, en cuya Escuela Normal daba clases como profesor de literatura y era asiduo concurrente a las reuniones de amigos que se hacían en el local de fotografía de Ignacio Tankel. A propuesta de éste, realizó su primera y única participación en un texto cinematográfico, donde colaboró en el guion de la película La sombra del pasado, que se filmó en esa ciudad entre agosto y diciembre de 1946. Ese episodio de su vida fue tratado en el filme documental Buscando la sombra del pasado, dirigido por Gerardo Panero, el cual se estrenó en 2004. En 1944, se mudó a la ciudad de Mendoza, en cuya Universidad Nacional de Cuyo impartió cursos de literatura francesa.

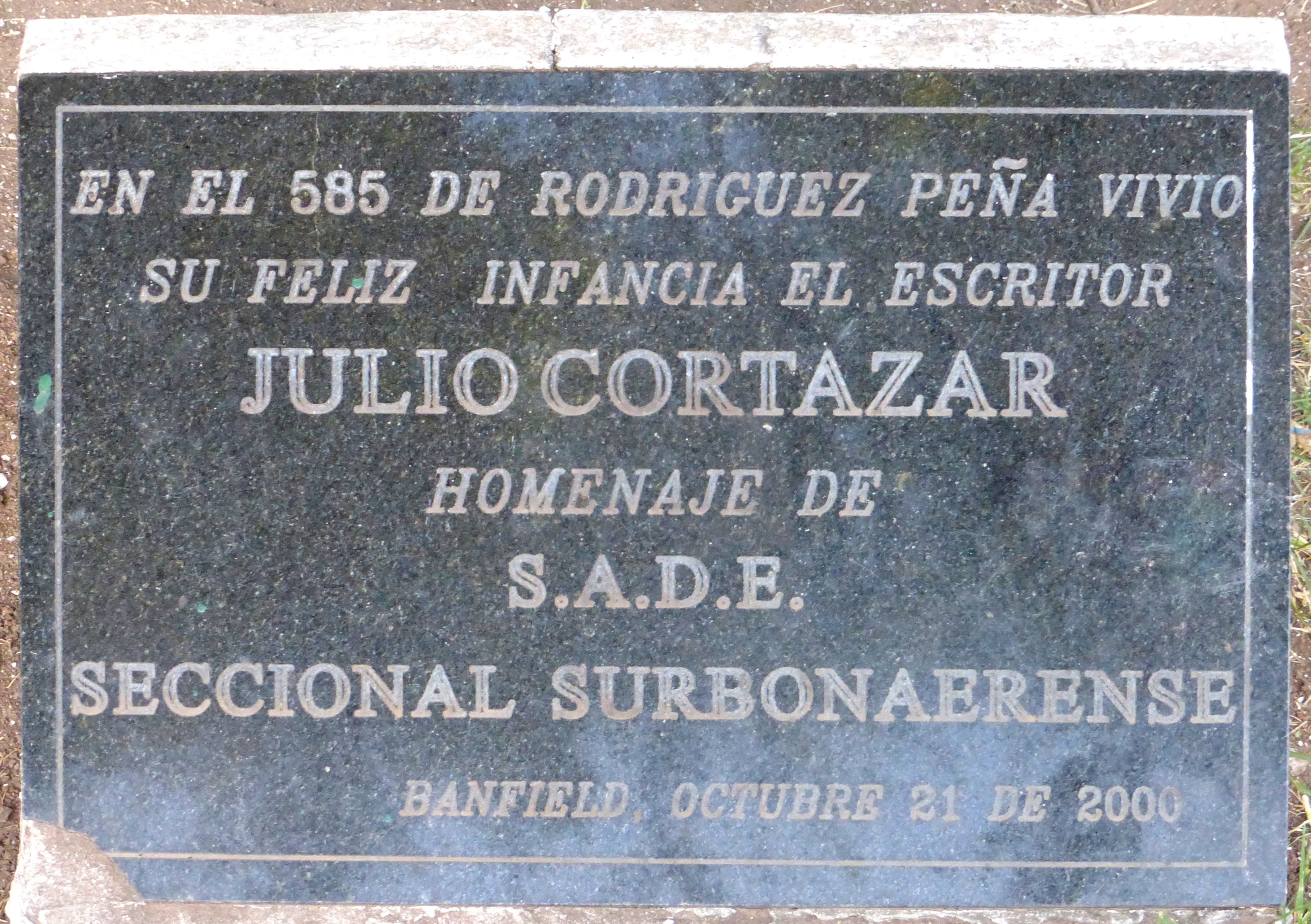
Placa en la plaza Alfredo De Angelis de la localidad de Banfield, la cual recuerda la infancia del escritor en dicha ciudad.

Su primer cuento, «Bruja», fue publicado en la revista Correo Literario. Participó en manifestaciones de oposición al peronismo. En 1946, cuando Juan Domingo Perón ganó las elecciones presidenciales, presentó su renuncia. «Preferí renunciar a mis cátedras antes de verme obligado a sacarme el saco, como les pasó a tantos colegas que optaron por seguir en sus puestos». Reunió un primer volumen de cuentos —de publicación póstuma— titulado La otra orilla. Regresó a Buenos Aires, donde comenzó a trabajar en la Cámara Argentina del Libro y publicando ese mismo año el cuento «Casa tomada» en la revista Los Anales de Buenos Aires, dirigida por Jorge Luis Borges, así como un trabajo sobre el poeta inglés John Keats, «La urna griega en la poesía de John Keats» en la Revista de Estudios Clásicos de la Universidad de Cuyo. En 1947, colaboró en varias revistas, entre ellas, Realidad. Publicó un importante trabajo teórico, Teoría del túnel, y en Los Anales de Buenos Aires, donde aparece su cuento «Bestiario».

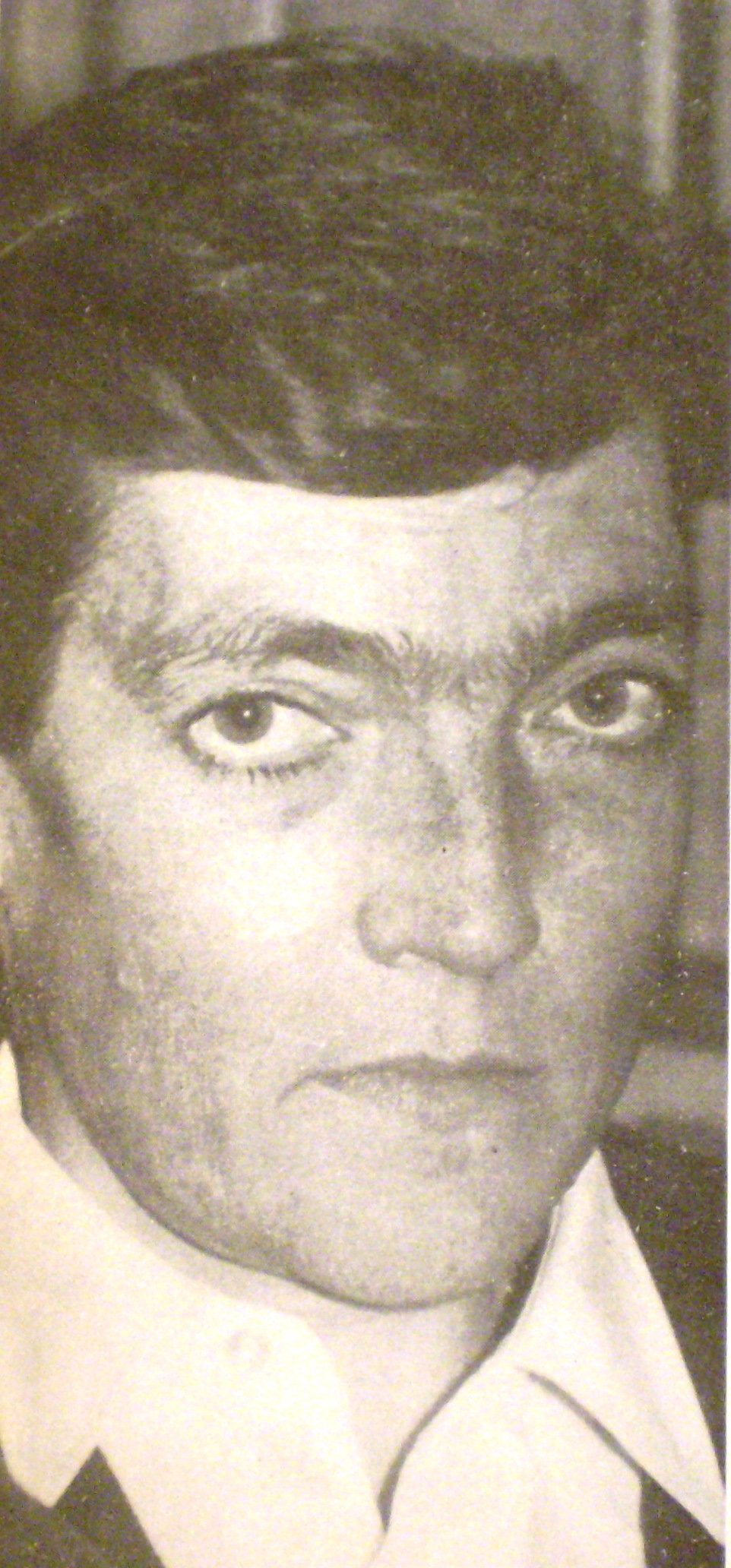
Cortázar en su juventud.

Desde fines de los años cuarenta hasta 1953, colaboró con la revista Sur, fundada y dirigida por Victoria Ocampo. Allí, su primer trabajo fue un artículo con motivo del fallecimiento de Antonin Artaud. La revista había adquirido gran parte de su relevancia histórica por la producción en años previos de un grupo de escritores que quedó en la historia con el nombre Grupo Florida, del cual formaron parte escritores como Borges, o la misma Ocampo y otros, a los cuales se les conoció así por la ubicación de la oficina de la revista y las confiterías donde se reunían, en contraposición dialéctica e ideológica con el Grupo Boedo, de raigambre mucho más humilde, el cual publicaba en la Editorial Claridad y se reunía en el histórico Café El Japonés.
En 1948, obtuvo el título de traductor público de inglés y francés, tras cursar en nueve meses estudios que llevan tres años. El esfuerzo le provocó síntomas neuróticos, uno de los cuales —la búsqueda de cucarachas en la comida— desapareció con la escritura del cuento «Circe», que junto con los otros dos cuentos —aparecidos en la revista Los anales de Buenos Aires—, serían incluidos en su primer libro: Bestiario. En 1949, publicó el poema dramático «Los reyes», primera obra firmada con su nombre, ignorada por la crítica. Durante el verano escribió una primera novela, Divertimento, que, de alguna manera, prefigura a su novela Rayuela, la cual escribiría en 1963.
Además de colaborar en Realidad, escribió para otras revistas culturales de Buenos Aires, como Cabalgata. En la revista literaria Oeste de Chivilcoy publicó el poema «Semilla». En 1950, escribió su segunda novela, El examen, rechazada por el asesor literario de la Editorial Losada, Guillermo de Torre. Cortázar la presentó a un concurso convocado por esa editorial, de nuevo sin éxito, y, como la primera novela, vio la luz recién en 1986, de manera póstuma. En 1951, publicó Bestiario, con ocho relatos que le valieron cierto reconocimiento en el ambiente local. Poco después, disconforme con el gobierno de Juan D. Perón, decidió trasladarse a París, ciudad donde, salvo esporádicos viajes por Europa y América Latina, residiría el resto de su vida.

### Parejas
En 1953, se casó con Aurora Bernárdez, una traductora argentina, con quien vivió en París con cierta estrechez económica hasta que aceptó la oferta de traducir la obra completa, en prosa, de Edgar Allan Poe para la Universidad de Puerto Rico. Dicho trabajo sería considerado luego por los críticos como la mejor traducción de la obra del estadounidense. Con su esposa vivió en Italia durante el año que duró el trabajo, luego viajaron a Buenos Aires en barco; Cortázar pasó la mayor parte del trayecto escribiendo en su máquina portátil una nueva novela.
En 1967, rompió su vínculo con Bernárdez y se unió a la lituana Ugné Karvelis con la que nunca contrajo matrimonio y quien le inculcó un gran interés por la política.
Con su tercera pareja y segunda esposa, la escritora estadounidense Carol Dunlop, realizó numerosos viajes, entre otros a Polonia, donde participó en un congreso de solidaridad con Chile. Otro viaje junto a Carol fue plasmado en el libro Los autonautas de la cosmopista, que narra el trayecto por la autopista París-Marsella. Tras la muerte de ella, Aurora lo acompañó de nuevo, esta vez durante su enfermedad, antes de convertirse en la única heredera de su obra y sus textos.

### Amistades
Cortázar fue amigo de numerosos escritores, lo que quedó plasmado en los más de quinientos libros dedicados de su biblioteca personal al momento de su muerte. Mantuvo correspondencia entre 1965 hasta 1973 con la escritora argentina Graciela Maturo. También tuvo varios amigos pintores, como Sergio de Castro, Luis Seoane, Julio Silva, Luis Tomasello, Eduardo Jonquières o Chumy Chúmez, extendió su interés artístico hacia las artes plásticas. El libro Julio Cortázar: Diálogo para una poética, ganador del Premio Municipal de Literatura de la Ciudad de Buenos Aires, del escritor Carlos Daniel Aletto, muestra la relación permanente entre Cortázar y las imágenes. Dentro de sus grandes amigos literarios se encuentran, además de muchos otros, José Lezama Lima —de cuya obra fue un importante difusor—, Octavio Paz, Pablo Neruda y Carlos Fuentes. Cortázar cultivó junto a su esposa Aurora una estrecha relación con la poeta Alejandra Pizarnik, adoptaron hacia ella una actitud de hermanos mayores. Otra amistad, mezclada con amor, pasión y respeto y admiración profesional fue la que mantuvo durante los últimos años de su vida con la entonces joven escritora Cristina Peri Rossi a quien dedicó quince poemas.

### Interés político, reconocimiento internacional y viajes a Nicaragua
La Revolución cubana me mostró de una manera cruel y que me dolió mucho el gran vacío político que había en mí, mi inutilidad política. Los temas políticos se fueron metiendo en mi literatura.

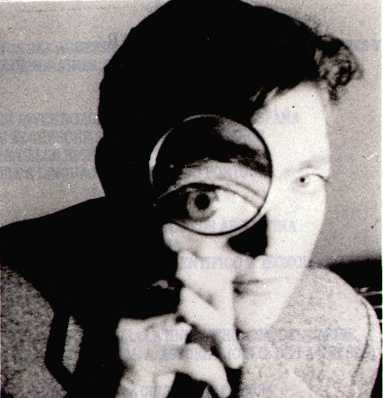
Cortázar en 1947.

En 1963, Cortázar visitó Cuba invitado por Casa de las Américas para hacer de jurado en un concurso. A partir de entonces, ya nunca dejó de interesarse por la política latinoamericana. Durante esa visita conoció a José Lezama Lima, con quien se escribía desde 1957, y cuya amistad se mantuvo hasta la muerte. En ese año apareció la que sería su mayor éxito editorial y le valdría el reconocimiento de ser parte del boom latinoamericano: la novela Rayuela, la cual se convirtió en un clásico de la literatura en español.
Los derechos de autor de varias de sus obras fueron donados para ayudar a los presos políticos de varios países, entre ellos los de Argentina. En una carta a su amigo Francisco Porrúa de febrero de 1967, confesó: «El amor de Cuba por el Che me hizo sentir extrañamente argentino el 2 de enero, cuando el saludo de Fidel en la plaza de la Revolución al comandante Guevara, allí donde esté, desató en 300 000 hombres una ovación que duró diez minutos».
Desde 1967 era uno de los “objetivos” del C-047, el grupo especial de la Dirección Federal de Seguridad, el aparato mexicano de espionaje de esa época. Por los agentes del C-047 pasaban sus cartas y también se le hicieron seguimientos las veces que visitó México, en 1975 y 1980.
En noviembre de 1970, viajó a Chile, donde se solidarizó con el gobierno de Salvador Allende y pasó unos días en Argentina para visitar a su madre y amigos.

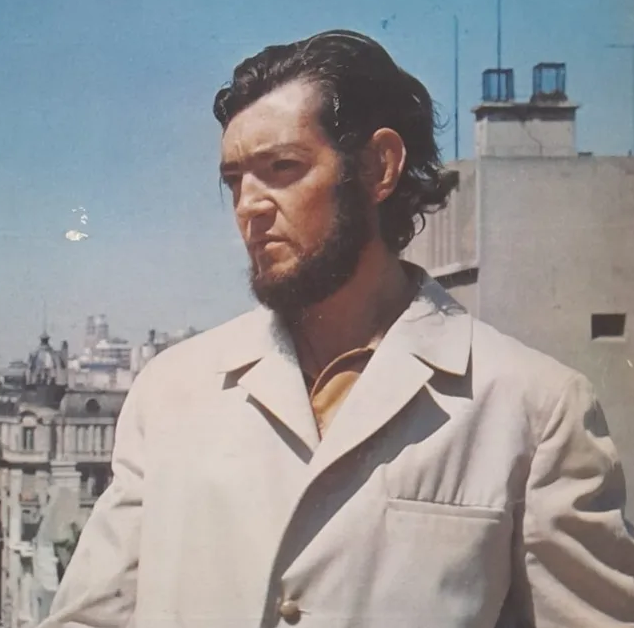
Cortázar en 1970. (Revista Panorama)

Al año siguiente, junto a otros escritores cercanos —Mario Vargas Llosa, Simone de Beauvoir, Jean-Paul Sartre—, se opuso a la persecución y arresto del autor Heberto Padilla, desilusionado con la actitud del proceso cubano. En mayo de 1971 reflejó su sentir ambivalente hacia Cuba en «Policrítica en la hora de los chacales», poema publicado en Cuadernos de Marcha y reproducido después por Casa de las Américas. A pesar de ello, siguió de cerca la situación política de Latinoamérica. En noviembre de 1974 fue galardonado con el Médicis étranger por Libro de Manuel y entregó el dinero del premio al Frente Unificado de la resistencia chilena. Ese año fue miembro, junto con los escritores Gabriel García Márquez y Armando Uribe (este último, en su calidad de jurista), del Tribunal Russell II reunido en Roma para examinar la situación política en América Latina; en particular, las violaciones de los derechos humanos. Fruto de esa participación fue el cómic editado en México Fantomas contra los vampiros multinacionales, que Gente Sur editó en 1976. Junto a escritores tales como Borges, Bioy Casares y Octavio Paz, pidieron la liberación de Juan Carlos Onetti, apresado por deliberar como jurado en favor del cuento El guardaespaldas de Nelson Marra, y cuyo encarcelamiento le significó secuelas traumáticas.
Durante el gobierno de María Estela Martínez de Perón, el 29 de agosto de 1975, la DIPPBA (Dirección de Inteligencia de la Policía de la Provincia de Buenos Aires) creó el legajo 3178 con una ficha que contenía seis datos: apellido (Cortázar), nombre (Julio Florencio, el segundo escrito a mano alzada), nación (Argentina; Francia), localidad, profesión (escritor) y antecedentes sociales o entidad: «Habeas». La ficha del escritor fue hallada entre otras 217 000 fichas personales, lo que revela una persecución por parte de la Gobernación de Victorio Calabró, ligado a grupos parapoliciales como CNU y Triple A, que continuó la dictadura a partir del 24 de marzo de 1976.
Cortázar fue perseguido durante la dictadura militar ocurrida en Argentina entre 1976 y 1983, lideró las denuncias y acusaciones a los organismos de derechos humanos de los exiliados argentinos en París a la prensa internacional contra la dictadura. El periodista Samuel Chiche Gelblung ―jefe de redacción de la revista Gente de 1976 hasta 1978)―, el 25 de mayo de 1978 hizo una nota desde Francia acerca de las acusaciones de organismos de derechos humanos de los exiliados en París ―liderados por el escritor― titulada «Cara a cara con los jefes de la campaña antiargentina».
En 1976, viajó a Costa Rica en donde se encontró con Sergio Ramírez y Ernesto Cardenal, emprendió un viaje clandestino hacia la localidad de Solentiname en Nicaragua. Este viaje marcó su vida y fue el comienzo de una serie de visitas. Luego de la revolución sandinista, visitó en reiteradas ocasiones Nicaragua y siguió el proceso y la realidad tanto nicaragüense como latinoamericana. Estas experiencias dieron como resultado una serie de textos que serían recopilados en el libro Nicaragua, tan violentamente dulce.
En 1978, a pedido del grupo musical chileno Quilapayún, remodeló parte del texto de la Cantata de Santa María de Iquique, lo que causó el disgusto de su autor, el compositor Luis Advis, quien no había sido consultado. La versión con las correcciones de Cortázar fue grabada en dos oportunidades, pero Quilapayún volvió a interpretar la obra de acuerdo al de Advis.

### Últimos años y fallecimiento

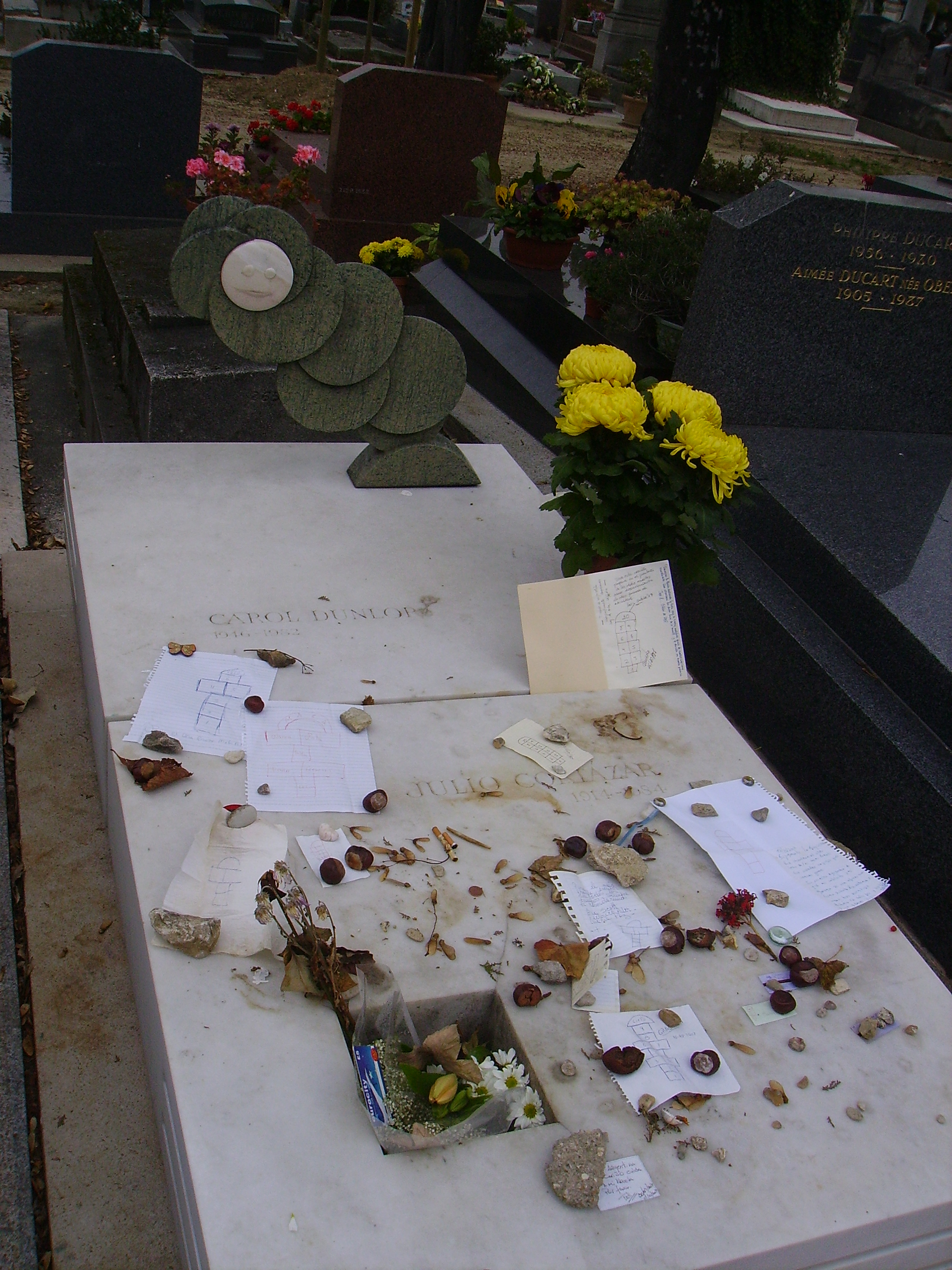
Tumba de Cortázar en Montparnasse, París. Sobre la lápida se yergue la imagen de un cronopio, personaje creado por el escritor

En agosto de 1981 sufrió una hemorragia gástrica; salvó su vida de milagro, eso no le impidió seguir escribiendo. El presidente François Mitterrand le otorgó la nacionalidad francesa. En 1983, tras la recuperación de la democracia en Argentina, Cortázar hizo un último viaje a su patria, donde fue recibido por sus admiradores, quienes lo pararían en la calle o le pedirían autógrafos, en contraste con la indiferencia de las autoridades —el presidente Raúl Alfonsín se negó a recibirlo—.
Vivió sus últimos años en París, en dos casas: una en la rue Martel y otra en la rue de l'Eperon. La primera correspondía a un pequeño apartamento en un tercer piso sin ascensor, cómodo, luminoso, lleno de libros y discos de música, donde en compañía de su gata Flanelle solía recibir con amabilidad continuas visitas de escritores que pasaban.
Carol Dunlop había ya fallecido el 2 de noviembre de 1982, sumiendo a Cortázar en una profunda depresión. 
Julio Cortázar murió el 12 de febrero de 1984, a causa de una leucemia. Sin embargo, en 2001, la escritora uruguaya Cristina Peri Rossi afirmó en su libro sobre el escritor que creía que la leucemia había sido provocada por el sida, virus que Cortázar habría contraído durante una transfusión de sangre, en el sur de Francia. Dos días después, fue enterrado en el cementerio de Montparnasse, en la tumba donde yacía Carol. La lápida y la escultura fueron hechas por sus amigos: los artistas Julio Silva y Luis Tomasello. A su funeral asistieron muchos amigos, así como sus exparejas Ugné Karvelis y Aurora Bernárdez. Esta última lo atendió durante sus últimos meses, tras el fallecimiento de Dunlop.

### Legado

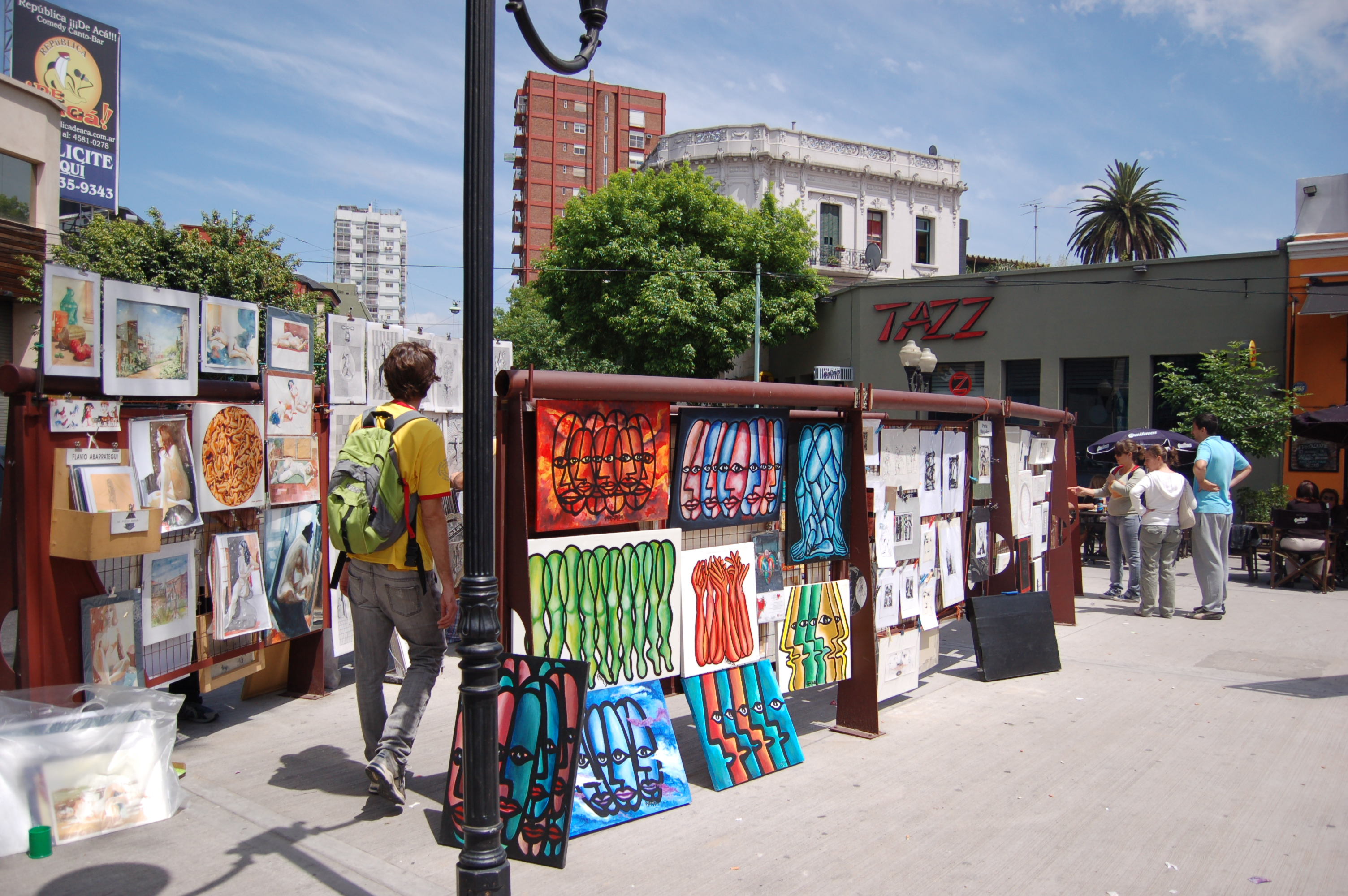
La Plaza Cortázar en el barrio de Palermo, ciudad de Buenos Aires.

- En Buenos Aires lleva su nombre la plaza Cortázar ―antes, plaza Serrano―, situada en la intersección de las calles Serrano, JL Borges y Honduras (en Palermo Viejo).[55]
- Una calle del Barrio Rawson (Espinoza) cambió su nombre debido a que el escritor vivió en el lugar algunos años antes de marcharse a París.[56][57]
- El puente Cortázar, sobre la avenida San Martín, en el barrio de Agronomía (Buenos Aires), se nombró así por la misma razón.
- Varias instituciones educativas llevan su nombre:
  - La Escuela Secundaria Básica N.º 13 «(en la provincia de Buenos Aires).
  - El Colegio Secundario N.º 1 (en Flores).
  - La escuela N.º 10, donde estudió (Banfield, Lomas de Zamora).
  - La Escuela de Educación Media N.º 8, de Florencio Varela, al sur del Gran Buenos Aires.
  - La escuela de Ituzaingó (al oeste del Gran Buenos Aires).
  - El Colegio de Educación Infantil y Primaria (en la madrileña Getafe)
- En 1984 la Fundación Konex le otorgó post mortem el Premio Konex de Honor por su gran aporte a la historia de la literatura argentina.
- La Universidad de Guadalajara (México), inauguró, el 12 de octubre de 1994, la Cátedra latinoamericana Julio Cortázar. La inauguración contó con Carlos Fuentes, Gabriel García Márquez y Aurora Bernárdez. Esta cátedra rinde homenaje a la memoria, la persona, la obra y las preocupaciones intelectuales que rigieron la vida del argentino.

Es costumbre dejar sobre su lápida recuerdos como guijarros, notas, flores secas, lápices, cartas, monedas, billetes de metro con una rayuela dibujada, un libro abierto o paquetes de cerezas.
En abril de 1993, Aurora Bernárdez donó a la Fundación Juan March de Madrid la biblioteca del autor, de la calle Martel; más de cuatro mil libros, de los cuales más de quinientos están dedicados al escritor por sus autores, y la mayoría poseen numerosas anotaciones, acerca de las cuales habla la obra Cortázar y los libros (2011), de Jesús Marchamalo.
Durante 2014, con motivo de los cien años de su nacimiento, se publicaron libros y realizaron exposiciones en diversos países. En Buenos Aires, en la Plaza Libertador de la Biblioteca Nacional, se inauguró un monumento.
Su obra ha sido traducida. Rayuela cuenta con traducciones en más de 30 idiomas. En China aparecieron versiones en mandarín de la pluma del académico Fan Yan.

Yo creo que desde muy pequeño mi desdicha y mi dicha, al mismo tiempo, fue el no aceptar las cosas como me eran dadas. A mí no me bastaba con que me dijeran que eso era una mesa, o que la palabra madre era la palabra madre y ahí se acaba todo. Al contrario, en el objeto mesa y en la palabra madre empezaba para mí un itinerario misterioso que a veces llegaba a franquear y en el que a veces me estrellaba. En suma, desde pequeño, mi relación con las palabras, con la escritura, no se diferencia de mi relación con el mundo en general. Yo parezco haber nacido para no aceptar las cosas tal como me son dadas.
Julio Cortázar.

## Estilo e influencias

Cortázar en Buenos Aires en diciembre de 1983, después de 10 años de exilio en Francia.

Cortázar sentía un gran interés por los antiguos escritores clásicos. Fue fundamental la presencia del profesor argentino Arturo Marasso, quien lo incitó a leerlos prestándole libros de su propiedad. Un punto de inflexión juvenil en su manera de escribir se debió al libro Opio: diario de una desintoxicación de Jean Cocteau, uno de sus libros de cabecera. Cortázar sostuvo así desde su juventud una gran admiración por la obra de ese autor, como por la de John Keats, quien continuó siendo uno de sus poetas favoritos.
Mostró admiración por la obra de Jorge Luis Borges, admiración mutua pese a sus diferencias ideológicas; mientras Cortázar era de izquierdas, Borges fomentaba el individualismo y rechazaba los regímenes totalitarios —pese a haber aceptado condecoraciones de países en dictadura—.
Sus gustos eran muy amplios: sentía atracción por los libros de vampiros y fantasmas, lo que, sumado a su alergia al ajo, era motivo de bromas. Cortázar afirmó haber leído más novelas francesas y anglosajonas que españolas, lo que compensaba leyendo mucha poesía española, incluyendo a Salinas y Cernuda, a quienes dedicó comentarios entusiastas.
Tuvo un gran interés por el cine, como queda documentado en sus cartas y relatos. En su juventud intentó el ejercicio de la escritura cinematográfica, con un guion del que no queda registro. En los años 60 su obra comenzó a interesar como fuente de adaptaciones, entre los que destacan Manuel Antin y Michelangelo Antonioni. Su obra continúa siendo base de varias películas, entre directores de nuevas generaciones. Esta relación entre Cortázar y el cine ha generado numerosos estudios y fue el eje del homenaje realizado por la Filmoteca Española en 2014, con motivo del centenario del autor: bajo el título "Hay un cronopio en la sala", el cine Doré de Madrid presentó a sala llena una selección de películas comentadas por Cortázar en cuentos y cartas, según la investigación llevada a cabo por Mariángeles Fernández y Diego Sabanés, comisarios de la muestra.

## Obras

### Cuentos
- 1951: Bestiario
- 1956: Final del juego
- 1959: Las armas secretas
- 1966: Todos los fuegos el fuego
- 1974: Octaedro
- 1977: Alguien que anda por ahí
- 1980: Queremos tanto a Glenda
- 1982: Deshoras
- 1994: La otra orilla (escrito entre 1937 y 1945)

### Novelas
- 1960: Los premios
- 1963: Rayuela
- 1968: 62 Modelo para armar
- 1973: Libro de Manuel
- 1986: Divertimento (escrita en 1949)
- 1986: El examen (escrita en 1950)

### Prosas breves[n. 2]
- 1962: Historias de cronopios y de famas
- 1979: Un tal Lucas

### Poesía
- 1938: Presencia (sonetos, con el seudónimo de Julio Denis)
- 1971: Pameos y meopas
- 1984: Salvo el crepúsculo

### Teatro
- 1949: Los reyes
- 1984: Nada a Pehuajó (un acto)/Adiós, Robinson
- 1991: Dos juegos de palabras/Nada a Pehuajó/Adiós, Robinson. Incluye «Dos juegos de palabras: I. Pieza en tres escenas y II. Tiempo de barriletes. Pieza en un acto», «Nada a Pehuajó. Pieza en un acto» y «Adiós, Robinson» (guion radiofónico).

### Misceláneas
- 1966: Les discours du Pince-Gueule (texto en francés de Cortázar y dibujos de Julio Silva; una versión en español, «Los discursos del Pinchajeta», se incluyó en El último combate)
- 1967: La vuelta al día en ochenta mundos
- 1968: Buenos Aires, Buenos Aires (fotos de Sara Facio y Alicia D'Amico, textos de Cortázar)
- 1969: Último round
- 1972: Prosa del observatorio (texto y fotografías de Cortázar)
- 1975: Silvalandia (imágenes de Julio Silva y textos de Cortázar; incluido en El último combate)
- 1976: Humanario (fotografías de Sara Facio y Alicia D'Amico[64] con un texto de Cortázar, «Estrictamente no profesional», que fue incluido después en Territorios, 1978)
- 1978: Territorios (textos de Julio Cortázar sobre cuadros de 17 pintores)
- 1981: París. Ritmos de una ciudad (fotografías de Alecio de Andrade y texto de Cortázar)
- 1983: Los autonautas de la cosmopista, con Carol Dunlop
- 1984: Alto el Perú (fotos de Manja Offerhaus y textos de Cortázar)
- 2009: Papeles inesperados (1940-1984) (textos inéditos; recopilación de Aurora Bernárdez y Carles Álvarez Garriga)
- 2014: El último combate (recopilación de algunos trabajos realizados con Julio Silva y de cartas de Cortázar a Silva)

### Crítica
- 1970: Literatura en la revolución y revolución en la literatura, 1970 (polémica de Cortázar y Vargas Llosa con Óscar Collazos; el texto de Cortázar, que da título al libro, está incluido también en Obra crítica, 2006).
- 1970: Viaje alrededor de una mesa (incluido en Obra crítica, 2006).
- 1973: Corrección de pruebas en Alta Provenza (en Convergencias, divergencias, incidencias, editado por Julio Ortega; incluido en Obra crítica, 2006, y publicado como libro independiente en 2012).
- 1983: Nicaragua tan violentamente dulce (artículos; incluido en Obra crítica, 2006).
- 1984: Argentina: años de alambradas culturales (artículos; incluido en Obra crítica, 2006).
- 1994: Obra crítica (en tres volúmenes publicados por Alfaguara y luego por Punto de Lectura. Edición coordinada por tres especialistas en Cortázar: Saúl Yurkievich, Jaime Alazraki y Saúl Sosnowski. Incluye Teoría del túnel. Notas para una ubicación del surrealismo y del existencialismo, escrito en 1947 y publicado por primera vez en esta edición).
- 1996: Imagen de John Keats (obra póstuma, escrita entre 1951 y 1952; publicada como libro independiente en 1996 y después en el volumen Poesía y poética, de 2005, que forma parte de las obras completas de Cortázar publicadas Galaxia Gutenberg-Círculo de lectores).
- 2006: Obra crítica (en un volumen publicado por Galaxia Gutenberg-Círculo de Lectores. Edición de Saúl Yurkiévich. Se amplía la edición de Alfaguara y se eliminan algunos textos que se destinan a otros tomos de las obras completas de Cortázar).
- 2013: Clases de literatura. Berkeley, 1980 (transcripción de las cintas que recogen las clases dictadas por Cortázar).[n. 3]

### Correspondencia
- 1990: Cartas a una pelirroja, con Evelyn Picon Garfield
- 1992: Cartas desconocidas de Julio Cortázar
- 2000: Cartas 1. 1937-1963, primera edición
- 2000: Cartas 2. 1964-1968, primera edición
- 2000: Cartas 3. 1969-1983, primera edición
- 2009: Correspondencia, con Carol Dunlop y Silvia Monrós-Stojakovic
- 2010: Cartas a los Jonquières
- 2012: Cartas 1. 1937 - 1954, segunda edición ampliada
- 2012: Cartas 2. 1955 - 1964, segunda edición ampliada
- 2012: Cartas 3. 1965 - 1968, segunda edición ampliada
- 2012: Cartas 4. 1969 - 1976, segunda edición ampliada
- 2012: Cartas 5. 1977 - 1984, segunda edición ampliada
- 2023: Las cartas del Boom, con Carlos Fuentes, Gabriel García Márquez y Mario Vargas Llosa[65]

### Entrevistas
- 1978: Conversaciones con Cortázar, con Ernesto González Bermejo
- 1978: Cortázar por Cortázar, con Evelyn Picon Garfield
- 1996: La fascinación de las palabras, con Omar Prego

### Otros
- 1973: La casilla de los Morelli (antología). Edición de Julio Ortega.
- 1975: Fantomas contra los vampiros multinacionales (cómic)
- 1981: La raíz del ombú (cómic), con Alberto Cedrón
- 1983: Cuaderno de bitácora de Rayuela, con Ana María Barrenechea
- 1995: Diario de Andrés Fava.[n. 4] Fragmento narrativo desprendido de El examen y publicado póstumamente como libro independiente.
- 1997: Cuaderno de Zihuatanejo. El libro de los sueños (edición no venal)
- 2008: Discurso del oso (versión ilustrada de su breve narración, incluida originalmente en Historias de cronopios y de famas)
- 2014: Cortázar de la A a la Z. Antología con textos conocidos en su mayoría y algunos inéditos. Recopilación de Aurora Bernárdez y Carles Álvarez Garriga.

### Traducciones[66]
- Robinson Crusoe, de Daniel Defoe (1945), del inglés para Viau. Versión abreviada.
- El hombre que sabía demasiado, de G. K. Chesterton (1946), del inglés para Nova.
- Memorias de una enana, de Walter de la Mare (1946), del inglés para Nova.
- El inmoralista, de André Gide (1947), del francés para Argos.
- La poesía pura, de Henri Bremond (1947), del francés para Argos.
- Filosofía de la risa y del llanto, de Alfred Stern (1950), del francés para Imán.
- Mujercitas, de Louisa May Alcott (1951), del inglés para Códex.
- La víbora, de Marcel Aymé (1952), del francés para Sudamericana.
- La vida de los otros, de Ladislas Dormandi (1952), del francés para Sudamericana.
- Memorias de Adriano, de Marguerite Yourcenar (1955), del francés para Sudamericana.
- Vida y cartas de John Keats, de Lord Houghton (1955), del inglés para Imán.
- Obras en prosa, de Edgar Allan Poe (1956), del inglés para la Universidad de Puerto Rico.
- «Prefacio» a Música de Buenos Aires, de Virgil Thompson (1966), del inglés para Sudamericana.
- Eureka: ensayo sobre el universo material y espiritual, de Edgar Allan Poe (1972), del inglés para Alianza Editorial.
- Llenos de niños los árboles, de Carol Dunlop (1983), idioma sin especificar (inglés o francés) para Nueva Nicaragua-Monimbó.

### Discos
- Cortázar lee a Cortázar, 1966. Laberinto.
- Readings by Julio Cortázar, 1967. Washington Library of Congress.
- Julio Cortázar, 1968. Colección Voz Viva de América Latina. UNAM.
- Cortázar por él mismo, 1970. AMB.
- Narraciones y poemas, 1978. Casa de las Américas.

## Sobre Cortázar y su obra

### Libros

#### Biografías
- 1998: Julio Cortázar. La biografia, de Mario Goloboff. Seix Barral.
- 2001: Julio Cortázar, el otro lado de las cosas, de Miguel Herráez. IAM. Fue reeditada por editorial Alrevés como Julio Cortázar, una biografía revisitada (2011).
- 2002: Cortázar, de cronopios y compromisos, de Enzo Maqueira. Longseller.
- 2014: Julio Cortázar. De la subversión literaria al compromiso político, de Raquel Arias Careaga. Sílex.
- 2015: Julio Cortázar. El cronopio fugitivo, de Miguel Dalmau. Edhasa.

#### Testimonios
- 1986: Queremos tanto a Julio. Veinte autores para Cortázar. Coordinado por Hugo Niño. Nueva Imagen.
- 2001: Julio Cortázar, de Cristina Peri Rossi. Omega.

#### Ensayos
- 1968: Julio Cortázar y el hombre nuevo, de Graciela de Sola. Sudamericana. Reeditado y actualizado como Julio Cortázar. Razón y revelación (2014), firmado por la autora como Graciela Maturo.
- 2013: Dos ciudades en Julio Cortázar, de Miguel Herráez. Alrevés.
- 2014: La construcción de lo político en Julio Cortázar, de Carolina Orloff. Ediciones Godot.
- 2014: Julio Cortázar, diálogo para una poética, de Carlos Daniel Aletto. Punto de Encuentro. Primer Premio Municipal de Literatuta de la Ciudad de Buenos Aires.

#### Otros
- 1985: Cortázar. Iconografía, de Alba C. de Rojo y Felipe Garrido. Fondo de Cultura Económica.
- 2011: Cortázar y los libros, de Jesús Marchamalo. Fórcola.
- 2014: Todo Cortázar. Bio-bibliografía, de Lucio Aquilanti y Federico Barea. Fernández Blanco.
- 2014: Cortázar en Mendoza: Un encuentro crucial, de Jaime Correas. Alfaguara.
- 2017: Julio Cortázar para niñas y niños, de Nadia Fink y Pitu Saá. Cómic. Maimé Mujer.
- 2017: Cortázar, de Jesús Marchamalo y Marc Torices. Cómic. Nórdica.
- 2020: La felicidad de los museos. Julio Cortázar, alguien que anduvo por Italia, de María Amalia Barchiesi. Cleup.

### Filmografía
- La cifra impar, 1962, de Manuel Antín.
- Circe, 1964, de Manuel Antín.
- Intimidad de los parques, 1965, de Manuel Antín.
- El perseguidor, 1965, de Osías Wilenski.
- Blow-Up, 1966, de Michelangelo Antonioni, con David Hemmings, Vanessa Redgrave, Sarah Miles, Peter Bowles y Veruschka von Lehndorff. La película está basada en Las babas del diablo y Cortázar aparece como cameo en una de las fotografías mostradas en la película.
- Sol nocturno, adaptación de Graffiti; 1990, dir.: Raúl García R.
- Cortázar, 1994, documental dirigido por Tristán Bauer.
- Diario de un cuento, adaptación de «Continuidad de los parques»; 1995, dir.: Raúl García R.
- Diario para un cuento, 1998, de Jana Bokova.
- Cortázar: apuntes para un documental, 2002; dirigido por Eduardo Montes Bradley.
- Graffiti, 2005, cortometraje de Pako González, basado en el relato homónimo. Primera parte, segunda parte.
- Mentiras piadosas, 2009, de Diego Sabanés; versión libre del cuento La salud de los enfermos. Tráiler.
- Cronopio, 2013, cortometraje de Omar Gómez, un homenaje.[67]
- Cortázar en Mendoza, 2015, documental de Alejandro Biondo.[68]
- Cortázar y Antín: cartas iluminadas, 2018, documental de Cinthia Rajschmir.[69]